# 한채영
한채영(본명: 김지영, 한국 한자: 金志英, 1980년 9월 13일 ~ )은 대한민국의 배우이다.

## 학력
- 간석여자중학교 (졸업)
- 석정여자고등학교 (졸업)
- 경희사이버대학교 (호텔경영학과 / 학사)
- 동국대학교 (영화학과 / 학사)

## 동료 동기 친구들
- 추소영
- 박윤재
- 진태현
- 조정석
- 인교진
- 홍수현
- 오유나
- 조여정
- 오윤아
- 김소연
- 윤정희

## 결혼
1998년 친구들과의 모임에서 처음 알게 된 4살 연상의 사업가 최동준과 2007년에 결혼하였고, 2013년 8월 30일 첫 아들을 출산했다.

## 출연 작품

### 드라마
| 연도 | 방송사             | 제목                 | 역할           | 비고        |
| ---- | ------------------ | -------------------- | -------------- | ----------- |
| 2000 | KBS2               | 가을동화             | 최(윤)신애     |             |
| 2001 | SBS                | 아버지와 아들        | 강자           |             |
| 2002 | SBS                | 정                   | 해미           |             |
| 2004 | KBS2               | 북경, 내 사랑        | 정연숙         |             |
| 2005 | KBS2               | 쾌걸춘향             | 성춘향         |             |
| 2005 | SBS                | 온리 유              | 차은재         |             |
| 2005 | SBS                | 마이걸               |                | 특별출연    |
| 2006 | MBC                | 불꽃놀이             | 신나라         |             |
| 2009 | KBS2               | 꽃보다 남자          | 민서현         | 특별출연    |
| 2010 | MBC                | 신이라 불리운 사나이 | 진보배         |             |
| 2012 | 저장 위성 텔레비전 | 무해가격지 남색몽상  |                |             |
| 2013 | 중국 심천위성      | 젊은 부부            | 우춘효         |             |
| 2013 | KBS2               | 광고천재 이태백      | 고아리         |             |
| 2013 | KBS2               | 예쁜 남자            | 홍유라         |             |
| 2018 | MBC                | 신과의 약속          | 서지영         |             |
| 2022 | iHQ DRAMA          | 스폰서               | 한채린         |             |
| 2024 | KBS2               | 스캔들               | 문정인(문경숙) |             |
| 미정 |                    | 중이전               |                | 중국 드라마 |

### 그 외
- 2010년 한국관광공사 인터랙티브 드라마 《하루》

### 방송
- 2017년 《언니들의 슬램덩크 2》 ... 출연 (KBS2) - 고정출연
- 2019년 《한채영 부티크》 (KBS W) - 진행
- 2021년 《런닝맨》 (SBS) - 게스트
- 2021년 《전지적 참견 시점》 (MBC) - 게스트
- 2022년 《옥탑방의 문제아들》 (KBS2) - 게스트
- 2023년 《나는 지금 화가 나있어》 (MBC에브리원) - 게스트
- 2024년 《신상출시 편스토랑》 (KBS2) - 게스트
- 2024년 《신발벗고 돌싱포맨》 (SBS) - 게스트

### 영화
- 2000년 《찍히면 죽는다》 ... 은미 역
- 2002년 《해적, 디스코왕 되다》 ... 봉자 역
- 2003년 《와일드 카드》 ... 강나나 역
- 2007년 《지금 사랑하는 사람과 살고 있습니까?》 ... 한소여 역
- 2009년 《굿모닝 프레지던트》 ... 김이연 역
- 2009년 《걸프렌즈》 ... 진 역
- 2010년 《인플루언스》 ... J 역
- 2011년 《거액교역》 ... 주연 (중국영화)
- 2016년 《실종: 택시 납치 사건》
- 2017년 《이웃집 스타》 ... 한혜미 역
- 2025년 《악의 도시》 ... 유정 역

### 연극
- 2007년 ~ 08년 《연극열전2 - 장진의 서툰사람들》 ... 유화이 역

## 광고
| 연도          | 기업명           | 브랜드명 (종류)                   | 공동 출연           |
| ------------- | ---------------- | --------------------------------- | ------------------- |
| 1999년        | 아모레퍼시픽     | 이니스프리 (화장품)               |                     |
| 2000년        | 밀리오레         | '밀리오레' (쇼핑몰)               |                     |
| 2000년        | 오리온           | 샤워업 (껌)                       |                     |
| 2000년~2001년 | OB맥주           | 'OB 라이트'                       |                     |
| 2001년        | 남양유업         | '프렌치카페'                      | 원빈                |
| 2001년        | 한국타이어       | '블랙버드 V'                      |                     |
| 2001년        | 남영비비안       | 비비안 '에어볼륨 블랙라벨' (속옷) |                     |
| 2001년        | 한국 시세이도    | '마쉐리' (샴푸)                   | 타키자와 히데아키   |
| 2002년        | D.I.A            | 'GV2' (의류)                      |                     |
| 2002년        | 롯데제과         | '와일드바디'                      |                     |
| 2002년        | 이랜드           | '로엠' (여성 의류)                |                     |
| 2002년        | 삼도물산         | 'Opt' (의류)                      |                     |
| 2003년        | 애경             | '마리끌레르' (화장품)             |                     |
| 2003년        | 삼성전자         | '하우젠'                          | 장진영              |
| 2003년        | 해태제과         | '자일리톨 333' (껌)               |                     |
| 2003년~2005년 | 삼성전자         | '하우젠 드럼세탁기'               |                     |
| 2003~2004년   | KT               | 'KT전화'                          | 이나영, 김래원      |
| 2003년~2005년 | 한국네슬레       | '테이스터스 초이스 커피믹스'      | with 윤정희, 정애연 |
| 2004년        | KT               | '월드패스카드'                    |                     |
| 2004년        | KT               | KTF '번호 이동성'                 |                     |
| 2004년        | KT               | KTF '무제한 커플요금'             |                     |
| 2004년        | 빙그레           | '스위벨' (요플레)                 |                     |
| 2004년~2005년 | 삼천리자전거     | '레스포 인라인'                   |                     |
| 2004년~2005년 | 메리스떼화장품   | '메리스떼'                        |                     |
| 2005년        | 삼성전자         | '하우젠 공기청정기'               |                     |
| 2005년        | CJ라이온         | '비트드럼'                        |                     |
| 2005년        | 롯데칠성음료     | '밀키스'                          |                     |
| 2005년        | 맥키스컴퍼니     | '맑을 린' (소주)                  |                     |
| 2006년        | 동광인터내셔널   | '비지트 인 뉴욕' (여성 의류)      |                     |
| 2006년        | 아프로그룹       | '러시 앤 캐시'                    |                     |
| 2006년        | 대상             | 청정원 '마시는 홍초'              |                     |
| 2008년        | 게스코리아       | 게스 (청바지)                     | 이필립              |
| 2009년        | 제일건설         | 제일풍경채 (아파트)               |                     |
| 2009년        | DHC 코리아       | 'DHC 화장품'                      |                     |
| 2009년~       | 애경             | 케라시스 (샴푸)                   |                     |
| 2010년        | 스톤헨지         | 스톤헨지 (주얼리)                 |                     |
| 2010년~2012년 | 패션그룹형지     | 와일드로즈 (아웃도어)             |                     |
| 2011년        | 식품의약품안전청 | 식중독 예방 캠페인                |                     |
| 2012년~       | 한국화장품       | 효움                              |                     |
| 2013년        | 대한적십자사     | 헌혈 캠페인                       | 배수빈              |
| 2015년        | 신원             | '이사베이' (여성 의류)            |                     |

## 수상 및 후보
| 연도 | 시상식                            | 부문                               | 작품                                | 결과 |
| ---- | --------------------------------- | ---------------------------------- | ----------------------------------- | ---- |
| 2005 | 제22회 한국 베스트 드레서 시상식  | 탤런트부문 베스트 트레서           | 빈칸                                | 수상 |
| 2005 | KBS 연기대상                      | 베스트 커플상 (with 재희)          | 쾌걸 춘향                           | 수상 |
| 2005 | KBS 연기대상                      | 여자 인기상                        | 쾌걸 춘향                           | 수상 |
| 2005 | KBS 연기대상                      | 여자 우수연기상                    | 쾌걸 춘향                           | 후보 |
| 2008 | 제45회 대종상                     | 신인여우상                         | 지금 사랑하는 사람과 살고 있습니까? | 후보 |
| 2009 | 제4회 앙드레김 베스트 스타 어워드 | 스타상                             | 빈칸                                | 수상 |
| 2010 | 제5회 아시아모델상시상식          | 모델스타상                         | 빈칸                                | 수상 |
| 2017 | MBC 방송연예대상                  | 버라이어티부문 여자 신인상         | 오지의 마법사                       | 수상 |
| 2018 | MBC 연기대상                      | 주말특별기획부문 여자 최우수연기상 | 신과의 약속                         | 후보 |
| 2019 | 아시아 모델 어워즈                | 연기자 부문 아시아 스타상          | 빈칸                                | 수상 |
| 2024 | KBS 연기대상                      | 일일드라마부문 여자 우수연기상     | 스캔들                              | 후보 |
| 2024 | KBS 연기대상                      | 여자 인기상                        | 스캔들                              | 후보 |